# Ol' Dirty Bastard
Russell Tyrone Jones (Brooklyn, 15 de novembro de 1968 - Nova York, 13 de novembro de 2004),  mais conhecido pelo seu nome artístico Ol 'Dirty Bastard (ou ODB), foi um rapper e produtor americano. Ele foi um dos membros fundadores do Wu-Tang Clan, um grupo de hip hop de Staten Island, Nova York, que ficou primeiramente conhecido por seu álbum de estreia de 1993, Enter the Wu-Tang (36 Chambers).
Depois de fundar o Wu-Tang Clan, Ol 'Dirty Bastard passou a prosseguir uma carreira solo de sucesso. No entanto, seu sucesso profissional foi prejudicado por problemas legais frequentes, incluindo prisões. Ele morreu em 13 de novembro de 2004, de uma overdose de drogas, dois dias antes de seu 36º aniversário.  Antes de sua morte, Ol 'Dirty Bastard gravou seu terceiro álbum solo, que permanece inédito.
Ol 'Dirty Bastard foi notado por suas "rimas associativamente profanas, livremente associativas, entregues em um estilo distinto, meio rachado e meio cantado".  Seu nome artístico foi derivado do filme de 1980 de artes marciais Ol 'Dirty and the Bastard (também chamado An Old Kung Fu Master, estrelado por Yuen Siu-tien).

## Discografia
Álbuns
- 1995: Return to the 36 Chambers: The Dirty Version
- 1999: Nigga Please
- 2002: The Trials and Tribulations of Russell Jones
- 2005: Free to Be Dirty! Live
- 20??: A Son Unique

Compilações
- 2001: The Dirty Story: The Best of Ol' Dirty Bastard
- 2005: The Definitive Ol' Dirty Bastard Story

Mixtape
- 2005: Osirus

Singles
- 1995: "Brooklyn Zoo"
- 1995: "Shimmy Shimmy Ya"
- 1999: "Got Your Money" (part. Kelis)